# Michel Forst

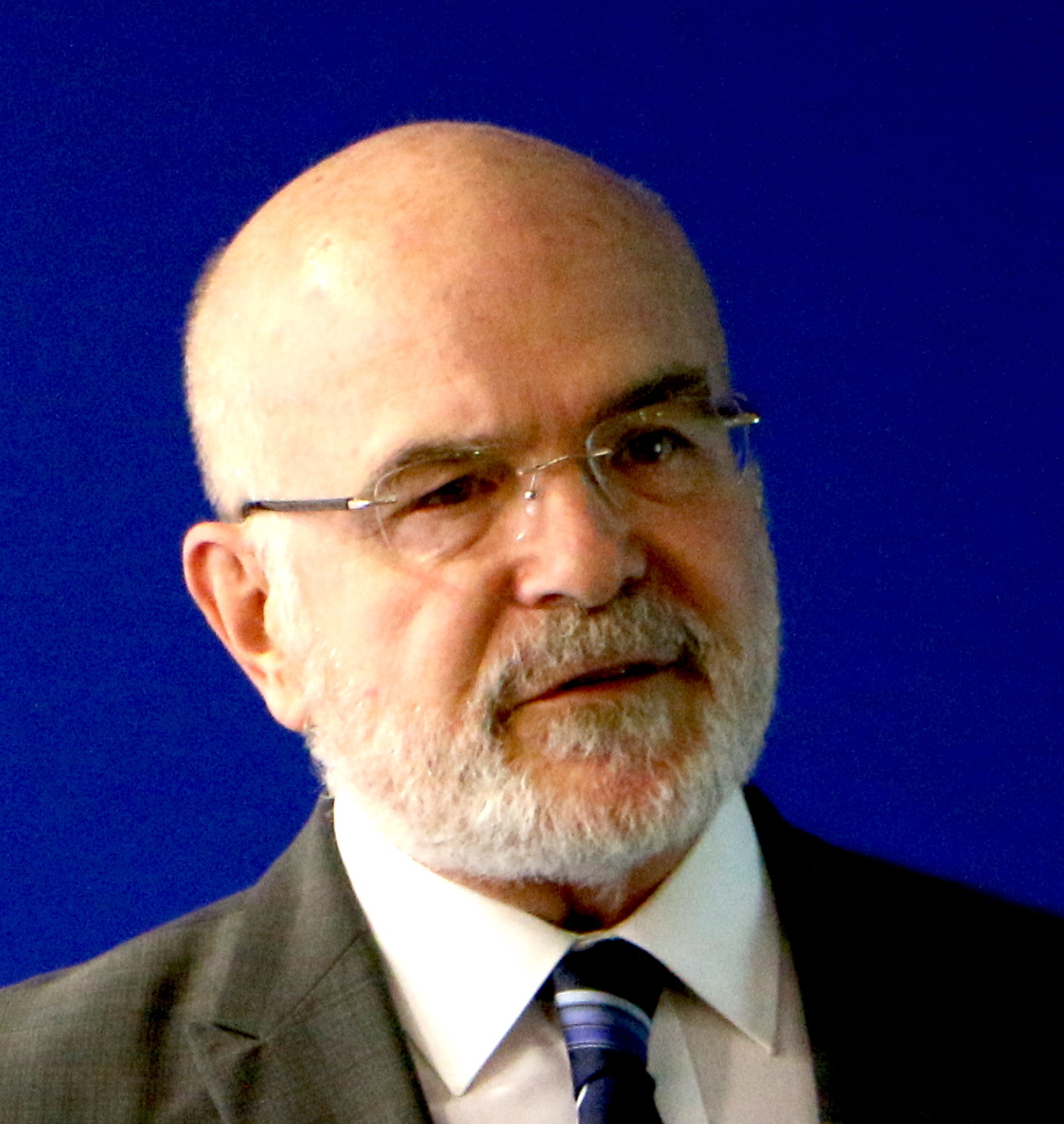
Michel Forst (2016)

Michel Forst (geb. vor 1980) ist ein französischer Menschenrechtsaktivist. Er war 10 Jahr Direktor der französischen Sektion von Amnesty International und als Experte für viele internationale Organisationen tätig. Seit 2022 ist er Sonderberichterstatter der UNECE zur Situation von Umweltschützern.

## Biographie
Forst studierte Sprachwissenschaften, Theologie und Gesundheitswissenschaften. Nach seinem Abschluss arbeitete er zunächst als Lehrer für Deutsch. Anschließend arbeitete er für soziale Organisationen in den Bereichen Kinder- und Seniorenbetreuung sowie Armutsbekämpfung.
1989 wurde er Exekutivdirektor von Amnesty International France, wo er zehn Jahre tätig war.
In dieser Zeit war er an vielen Menschenrechtsprojekten beteiligt, 1998 an der Organisation des ersten Weltgipfels zur Situation von Menschenrechtsverteidigern in Paris. Die Veranstaltung mit mehr als 350 Menschenrechtsaktivisten fand in Anwesenheit von UN-Generalsekretär Kofi Annan während der Feierlichkeiten zum 50. Jahrestag der Erklärung der Menschenrechte statt. Präsident Jacques Chirac und Premierminister Lionel Jospin betonten, dass sich Frankreich dem Schutz der Menschenrechtsverteidiger verpflichtet fühlt. Am 9. Dezember 1998 beschloss die UN-Generalversammlung die Declaration on the Right and Responsibility of Individuals, Groups and Organs of Society to Promote and Protect Universally Recognized Human Rights and Fundamental Freedoms, die heute allgemein als Erklärung zu den Menschenrechtsverteidigern bekannt ist.
Forst setzte seine Karriere in Non-Profit-Organisationen fort. 1999 wurde er Exekutivdirektor der Anti-Krebs-Liga (La Ligue contre le cancer). Er hatte diese Position bis 2001 inne, als er ins Office of Social and Human Sciences der UNESCO wechselte. 2003 wurde er Generalsekretär von Cimade, einer französischen Organisation für die juristische Unterstützung von Migranten und Asylsuchenden. 2005 wurde er zum Generalsekretär der Commission nationale consultative des droits de l'homme ernannt. Forst ist auch Gründungsmitglied der Front Line Defenders, einer irischen NGO, außerdem war er im Vorstand des International Service for Human Rights (ISHR).

### Vereinte Nationen
2008 wurde Forst als Nachfolger von Louis Joinet zum Unabhängigen Experten für die Situation der Menschenrechte in Haiti ernannt. Er trat 2013 vor Ablauf der regulären Amtszeit von dieser Position zurück.
Von 2012 bis 2013 leitete er das Koordinationskomitee für Sonderverfahren des UN-Menschenrechtsrats.
Im Juni 2014 wurde Forst UN-Sonderberichterstatter zur Lage von Menschenrechtsverteidigern beim UN-Menschenrechtsrat. Dieses Mandat war 2000 geschaffen worden, um der Erklärung zu den Menschenrechtsverteidigern institutionell zu unterstützen. Als UN-Sonderberichterstatter ermittelte er die Risiken und Bedrohungen, denen Menschenrechtsverteidiger vor Ort ausgesetzt sind. Er gab Empfehlungen für einen besseren Schutz von Menschenrechtsverteidigern ab, unternahm Länderbesuche und erstattete dem Menschenrechtsrat und der UN-Generalversammlung regelmäßig Bericht. Er konnte auch einzelne Fälle aufgreifen, die ihm Anlass zur Sorge gaben. So übergab er im Oktober 2015 der Regierung der Vereinigten Staaten ein Protestschreiben im Zusammenhang mit der Strafanzeige gegen Edward Snowden, dem Entzug seines Reisepasses und der Behinderung seiner Versuche, politisches Asyl zu beantragen.
Während seines Mandats zur Lage der Menschenrechtsverteidiger legte Forst eine Reihe von thematischen Berichten vor, in denen er die Situation bestimmter Gruppen von Menschenrechtsverteidigern hervorhob. Er präsentierte Berichte über die Situation von Umwelt- und Landrechtverteidigern, Menschenrechtsverteidigern im Bereich der Wirtschaft und Aktivisten, die sich um Personen kümmern, die auf der Straße leben.
Außerdem legte Forst Reports von seinen Ländernvisitationen, darunter Australien, Aserbaidschan, Burundi, Ungarn und Mexiko vor. Während seines Aufenthalts in Mexiko traf er auch mit der Journalistin Carmen Aristegui zusammen, deren Kampf gegen die Korruption und die Nicht-Bestrafung von Menschenrechtsverbrechen er unterstützte.
Im Oktober 2015 gründete Forst als Ergänzung der offiziellen Webpräsenz des UN-Menschenrechtshochkommissars die Website Protecting-Defenders, um Informationen über Menschenrechtsverteidiger und seine Arbeit als Sonderberichterstatter zu teilen und individuelle Kommunikation zu erleichtern.
Seine Nachfolgerin als Sonderberichterstatterin wurde im Mai 2020 die Irin Mary Lawlor.

### Sonderberichterstatter für Umweltschützer
2022 wurde Michel Forst von der Versammlung der Vertragsparteien der Aarhus-Konvention zum ersten Sonderberichterstatter für Umweltschützer gewählt. Dieser hat die Aufgabe, Maßnahmen zum Schutz von Personen zu ergreifen, die wegen der Ausübung ihrer Rechte gemäß der Aarhus-Konvention bestraft, verfolgt oder belästigt werden oder denen dies unmittelbar droht. Die Aarhus-Konvention ist der erste völkerrechtliche Vertrag, der individuelle Rechte im Umweltschutz festschrieb.

## Auszeichnungen
- 2015 Ritter der Französischen Ehrenlegion[17]
- 2015 Giuseppe-Motta-Medaille[18]